# Meteorologiåret 1886

## Händelser

### Januari
- 1 januari – I Karasjok, Finnmark, Norge uppmäts temperaturen −51.4 °C (−60.5 °F), vilket blir Norges lägsta uppmätta temperatur någonsin [1].

### April
- 14 april – 72 personer dödas av en tornado i USA [2].
- 30 april - -19 uppmäts i Viredaholm, vilket skulle varit majrekord för Götaland med 7 grader om det inträffat en dag senare.

### Augusti
- 11 augusti – I Karasjok, Finnmark, Norge uppmäts temperaturen −51.4 °C (−60.5 °F) vilket blir Norge lägst uppmätta temperatur någonsin [3].
- 31 augusti - Med temperaturen - 5 °C i Regina, Kanada upplever orten sin kallaste augustinatt någonsin [4].

### September
- 25 september - I Ålborg, Danmark uppmäts temperaturen -5,6 °C, vilket blir Danmarks lägst uppmätta temperatur för månaden [5].

### December
- December - Hela -27,0º uppmäts i Örebro, Sverige [6].

### Okänt datum
- I Sverige börjar SMHI:s föregångare mäta havsnivån [7].
- Mareografen börjar användas för att mäta variationer i havsvattenståndet [8].

## Födda
- 7 mars – Geoffrey Ingram Taylor, var en brittisk fysiker, matematiker och meteorolog.
- 23 maj – Ole Andreas Krogness, norsk meteorolog och geofysiker.
- 17 juni – David Brunt, walesisk meteorolog.
- 20 december – Olaf Devik, norsk meteorolog och geofysiker.

## Avlidna
- 21 januari – George Kingston, kanadensisk meteorolog.

### Fotnoter
1. ↑  ”Laveste lufttemperatur”. met.no. http://met.no/?module=Articles;action=Article.publicShow;ID=460. Läst 4 mars 2011.
2. ↑  ”Arkiverade kopian”. Arkiverad från originalet den 16 juli 2010. https://web.archive.org/web/20100716104244/http://www.climate.umn.edu/pdf/day_in_weather_history/april_wx_history.pdf. Läst 16 februari 2011.
3. ↑  ”Klima”. met.no. Arkiverad från originalet den 29 november 2007. https://web.archive.org/web/20071129225502/http://www.met.no/met/normaler_ekstremer/maneds_rekorder.html. Läst 20 augusti 2010.
4. ↑  ”Dan, Dan the Weatherman's Canadian Weather Trivia Page”. Arkiverad från originalet den 9 september 2013. https://web.archive.org/web/20130909001246/http://www.dandantheweatherman.com/cantriv.html. Läst 7 mars 2011.
5. ↑  Vejrekstremer i Danmark Arkiverad 19 januari 2013 hämtat från the Wayback Machine. DMI
6. ↑  SMHI Arkiverad 27 mars 2011 hämtat från the Wayback Machine.
7. ↑  SMHI
8. ↑  SMHI